# مهدي مقولة
مهدي مقولة عسكري يمني، هو نائب رئيس هيئة الأركان لشؤون القوى البشرية في وزارة الدفاع اليمنية، كان يرأس قيادة المنطقة الجنوبية العسكرية في اليمن، في خطوات الرئيس عبد ربه منصور هادي لإعادة هيكلة الجيش اليمني قام بتعيين اللواء سالم علي قطن خلفاً له في 1 مارس 2012 في قيادة المنطقة وقائدا اللواء 31 مدرع، الذي يعتبر من أهم القيادات الموالية لعلي عبد الله صالح  ، لم يقبل مقولة بالقرار وبعد 3 أيام شن مسلحون من القاعدة هجوم على معسكرات في المنطقة التي يتولى قيادتها في زنجبار أسفر الهجوم عن مصرع 187 جنديا وجرح 135 آخرين.
.
يعتبر اللواء مهدي مقوله من اقدم قيادات الجيش اليمني حيث يعرف بقوه شخصيته وذكائه الحاد وشعبيته بين الجنود وضباط الجيش. وعلا الرغم من ولائه لعلي عبد الله صالح الا انه كان معارض لفكره دعم الحوثي. ففي عام 2017 واثناء انتفاظه علي عبد الله صالح في صنعاء كان للواء مقوله الدور الأكبر في الانتفاضة حيث قام باقتحام عده معسكرات والسيطرة عليها منها معسكر السواد واللواء الرابع دفاع جوي ومعسكر ضبوه وعلى الجزء الجنوبي من صنعاء كامل ولكن النقص الحاد من السلاح والذخائر والتموين الغذائي الشبه معدوم ادا إلى انسحاب معظم الجنود وتراجع مقوله إلى قريته في سنحان إلا أنه في الأخير تم الإكتشاف أنه تعاون مع الحوثي لإفشال الانتفاضة الذي قادها علي عبدالله صالح ضد الحوثيين 

## مناصب
في ظل حكم علي عبد الله صالح تولى الرائد مقولة قيادة اللواء الأول مشاة، وهو من قبيلة علي عبد الله صالح، ثم تولى أركان حرب الشرطة العسكرية ثم قيادة الحرس الخاص، ثم أخيراً قيادة «المنطقة العسكرية الجنوبية»  ، تعين نائباً لرئيس هيئة الأركان لشؤون القوى البشرية في وزارة الدفاع بقرار من الرئيس عبد ربه منصور هادي.

## اقالة مهدي مقولة
بعد ثلاثة أيام من إقالة مهدي مقولة من قيادة المنطقة الجنوبية واستمرار رفضة لقبول القرار، شن مسلحين تابعين للقاعدة هجوما ضد كتيبة مدفعية تابعة للجيش في ضواحي مدينة زنجبار، في بلده دوفس، اسفر الهجوم عن مصرع 187 جنديا وجرح 135 آخرين. كما قتل 32 من مقاتلي القاعدة أثناء القتال، هاجم المسلحين قاعدة للجيش بسيارات مفخخة وتمكنوا من الاستيلاء على عربات مدرعة ودبابات، وأسلحة وذخائر، وتم أسر 55 جندياً واعلنت جماعة أنصار الشريعة مسؤوليتها عن الحادث.
بدأ الهجوم الرئيسي مع هجوم آخر لصرف الأنظار عن القوة المسلحة الرئيسية، وانفجرت عدة سيارات مفخخة أمام بوابات القاعدة العسكرية، ودخل بعدها المقاتلون إلى القاعدة العسكرية وأستولوا على أسلحة ثقيلة وأستخدموها ضد الجنود. بالقرب من القاعدة العسكرية تتواجد الكتيبة 115 والكتيبة 119 التي من المفترض أن تدعم القاعدة العسكرية ولكنها لم تتمكن من المساعدة بسبب تعرضها لهجوم آخر.
جائت بعدها تعزيزات أخرى من القواعد العسكرية القريبة بعد فوات الأوان بسبب عاصفة رملية، في مدينة جعار، في الأيام التي تلت الهجوم، قام الجيش بعدة ضربات جوية ضد مواقع المتمردين حول زنجبار التي اسفرت عن قتل 42 من مقاتلي القاعدة.
أعلنت جماعة أنصار الشريعة مسؤوليتها عن الهجوم وسمحت لاحقاً لفريق الهلال الأحمر الطبي في جعار بعلاج 12 جندي من الجرحى، وطالبت الجماعة بتبادل الأسرى مع الحكومة.